# Capilla Bufalini
La capilla Bufalini es una capilla lateral de la iglesia de Santa María en Aracoeli, Roma, Italia. Es la primera capilla a la derecha después de la entrada, y alberga un ciclo de frescos realizados hacia 1484-1486 por  Pinturicchio que representa la vida del fraile franciscano San Bernardino de Siena, santificado en 1450.
La capilla fue encargada por Niccolò dei Bufalini  (~1450 - 1506) para su capilla mortuoria en la iglesia de Santa María in Aracoeli. Bufalini fue un prelado, ciudadano de Città di Castello, que trabajó como abreviador de parque mayor y abogado consistorial en Roma. Su escudo familiar (un toro con una flor) aparece ampliamente en la capilla. Varios pintores importantes, como Pietro Perugino, Sandro Botticelli, Luca Signorelli y Pinturicchio, habían terminado la decoración mural de la Capilla Sixtina (1482) y habían regresado a sus ciudades de origen, a excepción de Pinturicchio, que había formado un taller con algunos de los colaboradores de esa obra. Pinturicchio, que hasta entonces había sido eclipsado por la fama de Perugino, pudo aprovechar su presencia en Roma para obtener el encargo de su primera gran obra, la Capilla Bufalini.
No existen documentos sobre la ejecución de las obras, pero en general se fechan en torno a 1484-1486. Los frescos sufrieron algunos daños y repintados, y fueron restaurados posteriormente en 1955-1956 y 1981-1982.

## Descripción
La capilla es de planta rectangular, con una bóveda de crucería y un pavimento decorado con mosaicos cosmatescos. Los frescos ocupan tres paredes y la bóveda, y retratan la vida y los milagros de Bernardino de Siena, fraile franciscano recientemente canonizado. De hecho, la iglesia estaba en manos de esta orden monástica en ese momento, y los frescos también incluyen dos escenas de la vida de San Francisco de Asís. La familia Bufalini tenía fuertes lazos con Bernardino, ya que este último había resuelto disputas entre ellos y las familias Baglioni y Del Monte.

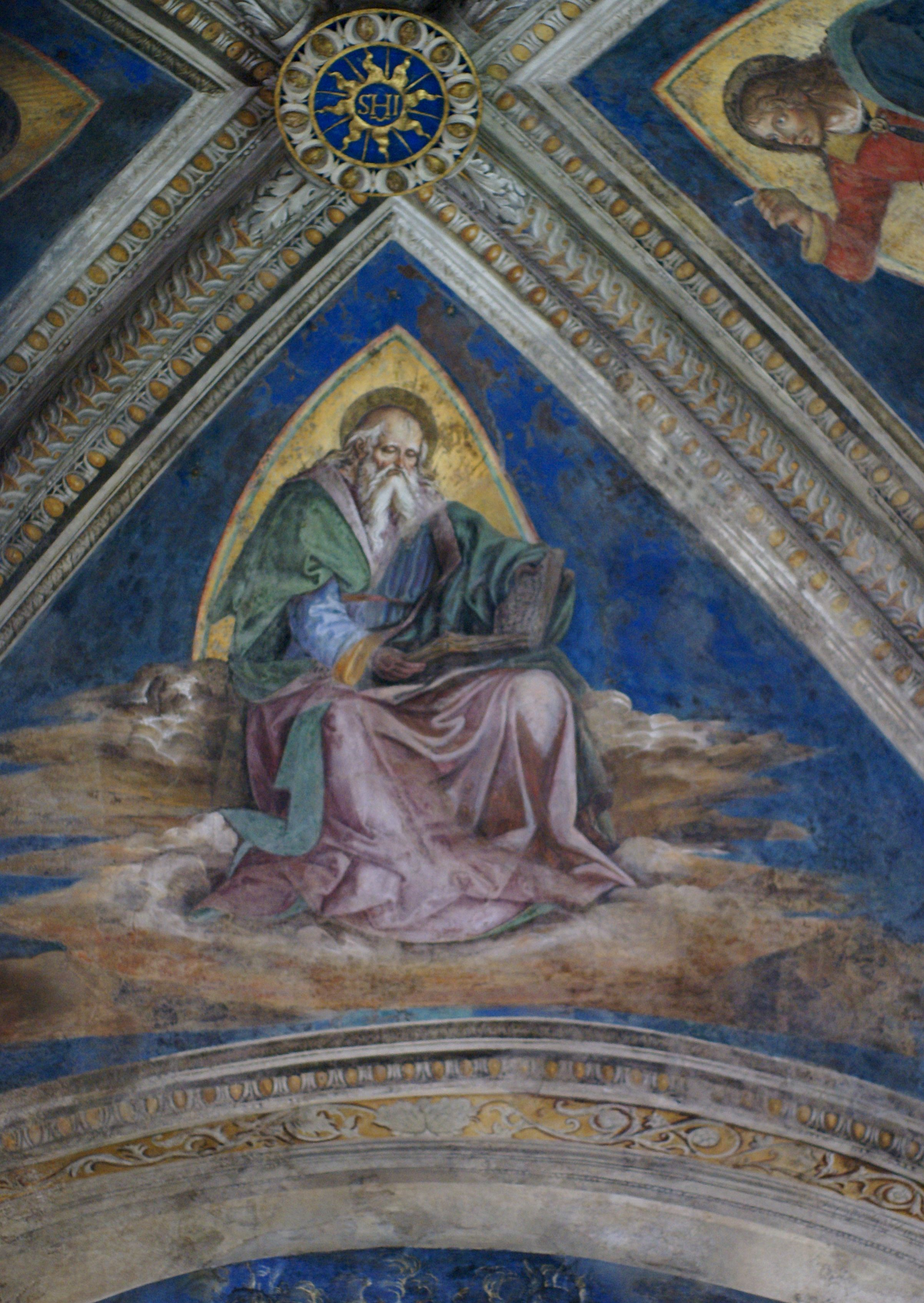
Detalle de San Juan Evangelista, en la bóveda.

Las pinturas de la bóveda fueron las primeras en completarse. Representan a los cuatro Evangelistas, dentro de cuatro brillantes almendras ovaladas, según un esquema inspirado en Perugino. Las posturas de los Evangelistas fueron cuidadosamente estudiadas y son más vivas que las de Perugino.

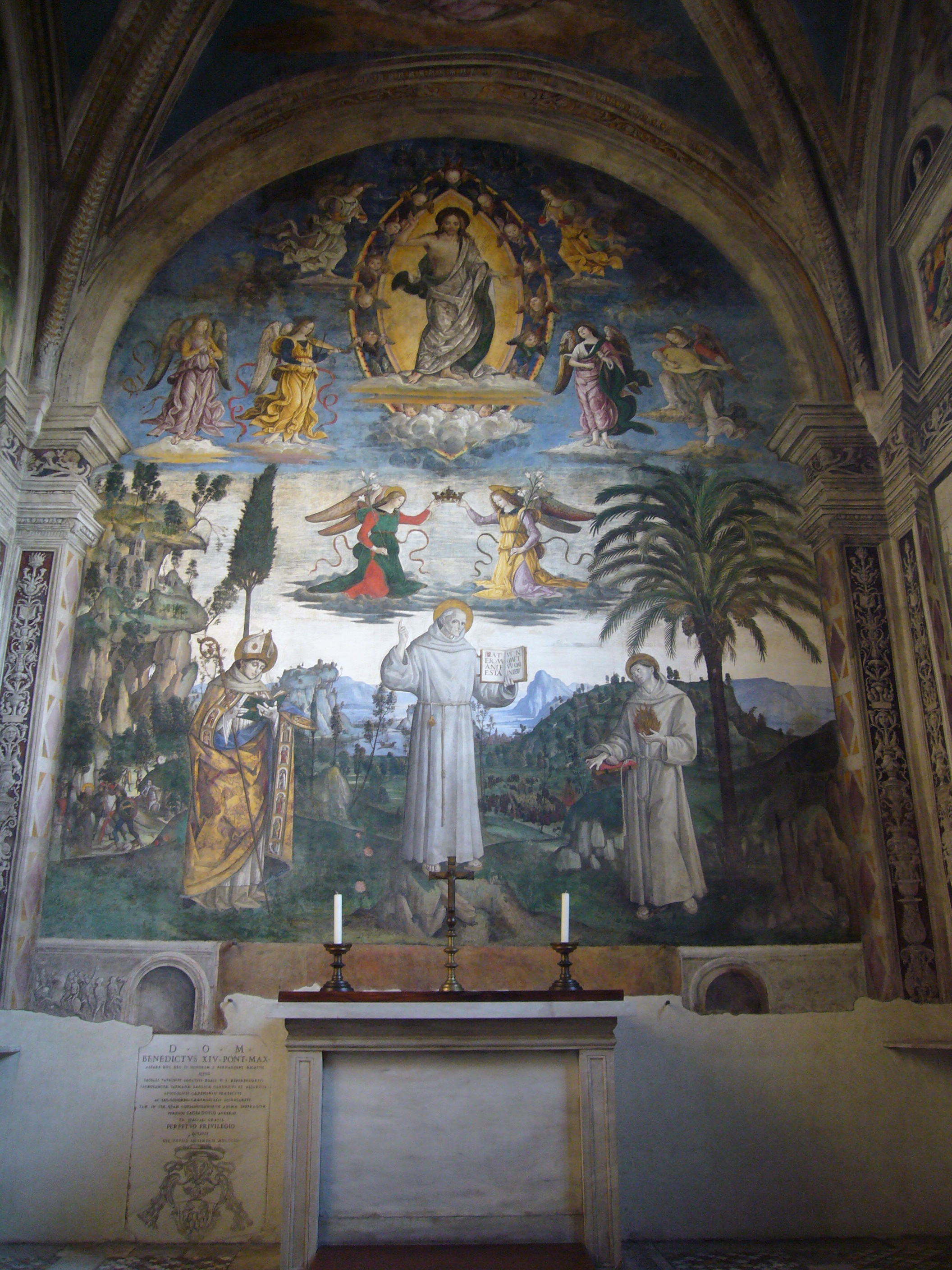
La Gloria de San Bernardino.

### Pared central
La pared central está decorada con la Gloria de San Bernardino, en dos niveles, como la perdida Asunción de Perugino. La parte inferior representa a Bernardino sobre una roca, con los brazos abiertos, coronado por dos ángeles. Está flanqueado por los santos Agustín y Antonio de Padua, mientras que en el fondo hay un paisaje inspirado en los de Umbría. El sector superior representa a un Cristo bendiciendo dentro de un almendro, con ángeles y músicos
Este fresco muestra una composición más viva que la de Perugino, tanto en las figuras como en las rocas del paisaje, que no siguen un patrón simétrico y son espacialmente más profundas. Bernardino sostiene un libro en el que está escrito PATER MANIFESTAVI NOMEN TVVM OMNIBVS ("Padre, he mostrado tu nombre a todos"), las palabras que los frailes cantaban cuando Bernardino falleció la víspera de la Ascensión de 1444.
Bajo las escenas anteriores hay una banda monocroma, hoy sólo parcialmente legible: Originalmente albergaba nichos y relieves ciegos, de los que hoy queda uno con una procesión militar con prisioneros y sátiros. Es uno de los primeros ejemplos del gusto por las antigüedades que se estaba extendiendo en Roma en aquella época, y que fue utilizado también por Filippino Lippi en la capilla Carafa de Santa María sopra Minerva.

### Pared derecha
Para la pared derecha, que presenta una ventana con doble parteluz, Pinturicchio adoptó una perspectiva ilusionista, pintando dos falsas ventanas simétricas, una con una bendición del Padre Eterno y otra con una paloma, símbolo cristiano primitivo de la vida eterna. El muro contiene también dos escenas con episodios de la vida de San Francisco de Asís: La primera es la Renuncia al patrimonio, caracterizada por una perspectiva oblicua, que aprovecha las pilas de los arcos, con una decoración grotesca; la segunda representa a San Francisco recibiendo los estigmas, con una vista de fondo del santuario del Alverna sobre una cima rocosa. Bajo la ventana real hay una abertura ilusoria con cinco personajes: entre ellos hay un fraile anciano, quizá el prior del convento, y una figura laica que se le parece, quizá un administrador de la basílica.

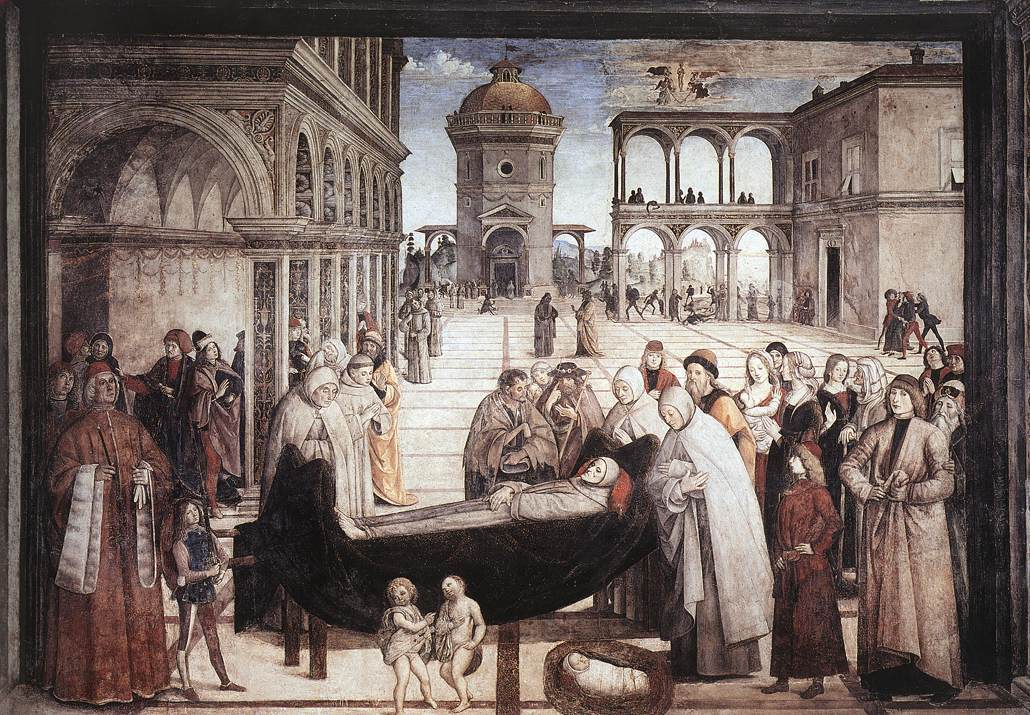
Los funerales de San Bernardino. Riccomanno Bufalini está representado de pie a la izquierda, junto a San Bernardino.

### Pared izquierda
La pared de la izquierda comprende dos escenas organizadas verticalmente, divididas por un friso pintado. El luneto superior muestra el romitaggio (ermita) del joven Bernardino; abajo están los Funerales de Bernardino, situados en una escena urbana con un pavimento a modo de tablero de ajedrez, pintado con perspectiva geométrica. Este último tiene su punto de fuga en un edificio de planta central, tomado de la Entrega de las llaves de Perugino. Sin embargo, Pinturicchio se apartó de ese modelo al utilizar dos edificios de diferente altura en los laterales. A la izquierda hay un loggiato, sostenido por pilares decorados con fantasiosos candelabros dorados. A la derecha hay un edificio cúbico conectado a través de una logia doble con el paisaje y el cielo luminoso del fondo.
El primer plano representa los funerales de los santos. Bernardino yace sobre un catafalco que, gracias a su perspectiva oblicua, aumenta la profundidad de la escena y la interacción entre los personajes. Frailes, peregrinos y otras personas comunes se acercan al cadáver para rendirle homenaje; a los lados hay dos personajes ricamente vestidos, identificados como Riccomanno Bufalini (a la izquierda, con una capucha forrada de piel y los guantes) y un miembro de su familia. El resto de los personajes sirven para representar una serie de milagros atribuidos a Bernardino durante su vida: la curación de un ciego, la resurrección de un poseído, la curación de un recién nacido muerto, la curación de Lorenzo di Niccolò da Prato, herido por un toro, y la pacificación de las familias umbras.
En el fresco, la influencia de Perugino en Pinturicchio es manifiesta: la racionalidad de la perspectiva umbría-perugina, la variedad de tipos y actitudes de los personajes, inspirados en pintores florentinos como Benozzo Gozzoli o Domenico Ghirlandaio, la apariencia llamativa de los peregrinos pobres y mendigos, derivado de la pintura flamenca. La decoración grotesca de los candelabros está inspirada en ejemplos contemporáneos descubiertos en Roma en la Domus Aurea. Estos elementos figuran en uno de los pocos dibujos atribuibles con seguridad a Pinturicchio, conservado en el Kupferstichkabinett de Berlín (n. 5192). En sus obras posteriores, la calidad de los elementos decorativos de Pinturicchio caería debido al creciente uso de ayudantes.